# Carmine Rojas
Carmine Rojas (né le 14 février 1953 à Brooklyn, New York City, États-Unis) est un bassiste américain, directeur musical et compositeur. Ses styles musicaux incluent le rock, le R & B / funk et le jazz.

## Carrière musicale

### Les premières années, en tant qu’accompagnateur
Rojas fait le tour du monde avec David Bowie de 1983 à 1987, jouant de la basse sur plusieurs tubes multi-platine tels que Let's Dance, China Girl, Modern Love et Blue Jean. Les DVD live incluent Serious Moonlight (1983) et Glass Spider (1987).
Il enregistre et tourne avec Julian Lennon en  tant que directeur musical et bassiste de 1985 à 1986.
Il enregistre et tourne avec Rod Stewart en tant que directeur musical et bassiste de 1988 à 2003. L'un des nombreux albums enregistrés pendant cette période comprend le CD et le DVD live multi-platine MTV, Unplugged ... and Seated . Il  co-écrit également des chansons sur les albums Vagabond Heart et A Spanner in the Works .
Carmine Rojas enregistre, tourne et joue également aux côtés de Tina Turner, Keith Richards, Stevie Wonder, Ron Wood, Stevie Ray Vaughan, BB King, Mick Jagger, Eric Clapton, Joe Bonamassa, Eric Johnson, Peter Frampton, Al Green, Carly Simon, Ian Anderson, Paul Rogers, John Waite, Steve Winwood, Billy Joel, Herbie Hancock, Lee Ritenour, Julian Lennon  (directeur musical / bassiste), Richie Sambora, Robert Randolph, Joe Don Rooney, Trace Adkins, Nancy Wilson, John Hiatt, Carole King, Beth Hart, Bobby Womack, Sam Moore, Billy Squire, Olivia Newton-John, Michael Hutchence, Bernard Fowler, Blondie Chaplin, Billy Gibbons, Leslie West, Joe Lynn Turner, Carlos Santana, Todd Rundgren, Patti LaBelle, Nona Hendryx, Michael Bolton, Ivan Neville, Allen Toussaint, Phil Ramone, Kevin Shirley, Trevor Horn, Charlie Sexton, Jewel, Brandy, Dave Mason, Mike Patton, Glenn Hughes, Nektar, Belouis Some, Tetsuya Komuro, Hitomi, Ziroq, Modern Primitives, Simranking, Sass Jordan, Alphaville et bien d'autres.

### Ziroq
En 1998, Rojas avec le guitariste Rock / Flamenco Marcos Nand tient le chant principal en espagnol et en anglais. Les deux arrangeurs et compositeurs ont alors formé le groupe Ziroq à Los Angeles. Le groupe mélange des influences espagnoles, rock, flamenco et autres influences d'Europe de l'Est.
En 2001, le groupe sort l'album complet Ziroq. David Beamish de DVDActive fait l'éloge des  « performances fougueuses et passionnées » . Par ailleurs, une critique de Mark Schwartz détaille :  « Lors de leurs débuts éponymes, des percussions du Moyen-Orient, le violon et les guitares flamenco prennent le dessus, en contrepoint au chant enfumé de Nand » 
Pour promouvoir l'album, le groupe joue sur toute la côte ouest, apparaissant au Whole Earth Festival en avril 2002. La compilation Regueton de Putamayo World Music de 2002, le morceau de Ziroq  « Que Peña » , atteint la 11e place du classement Tropical / Salsa au Billboard .

## Discographie

### Joe Bonamassa
- You & Me (J&R Adventures, 2006)
- Sloe Gin (J&R Adventures, 2007)
- The Ballad of John Henry (J&R Adventures, 2009)
- Black Rock (J&R Adventures, 2010)
- Dust Bowl (J&R Adventures, 2011)
- Driving Towards the Daylight (Provogue Records, 2012)
- Different Shades of Blue (Provogue Records, 2014)

### Julian Lennon
- Valotte (Atlantic Records, 1984)
- The Secret Value of Daydreaming (Atlantic Records, 1986)

### Rod Stewart
- Vagabond Heart (Warner Bros. Records, 1991)
- A Spanner in the Works (Warner Bros. Records, 1995)

### Beth Hart et Joe Bonamassa
- Don't Explain (J&R Adventures, 2011)
- Seesaw (J&R Adventures, 2013)
- Black Coffee (J&R Adventures, 2018)

### David Bowie
- Let's Dance (EMI, 1983)
- Tonight (EMI, 1984)
- Never Let Me Down (EMI, 1987)

### Tina Turner
- Foreign Affair (Capitol Records, 1989)

### Ziroq
- Ziroq (Triloka Reocrds, 2001)